# أسامة الشطي
أسامة الشطي (2 أغسطس 1977 -)، هو ممثل كويتي. من عائلة فنية رائدة أمه الفنانة سعاد حسين و والده المسرحي فؤاد الشطي وخالاته سحر وهدى (ممثلات) ونجاة (مخرجة) كما أن أخيه الفنان أوس والمخرج أحمد.

## مجاله الفني
بدأ مجاله الفني في عام 1987 وأول مسرحية له شمس الشموس ولكن بدايته الفعلية في عام 2002 في مسرحية العامود.

## روابط خارجية
- أسامة الشطي على موقع قاعدة بيانات الأفلام العربية